# Saki (rodzaj)
Saki (Pithecia) – rodzaj ssaków naczelnych z podrodziny saki (Pitheciinae) w obrębie rodziny sakowatych (Pitheciidae).

## Rozmieszczenie geograficzne
Rodzaj obejmuje gatunki występujące w lasach północnej i centralnej Ameryki Południowej.

## Morfologia
Długość ciała samic 32,3–54 cm, samców 28,5–57 cm, długość ogona samic 32,8–50 cm, samców 34–57 cm; masa ciała samic 1,4–2,5 kg, samców 1,4–3,5 kg.

## Systematyka
Rodzaj zdefiniował w 1804 roku francuski zoolog Anselme Gaëtan Desmarest w haśle poświęconym tablicom metodycznym stosowanym w historii naturalnej, opublikowanym w nowym słowniku historii naturalnej. Gatunkiem typowym jest (absolutna tautonimia) saki białolica (P. pithecia).

### Etymologia
- Sakinus (Sylvanus): rodzima, południowoamerykańska nazwa saki zaadaptowana w 1767 roku przez Buffona[10].
- Pithecia: epitet gatunkowy Simia pithecia Linnaeus, 1766; gr. πιθηκος pithēkos ‘małpa’[11].
- Yarkea: lokalna nazwa yarké lub yarqué dla saki białolicej, zaadaptowana przez Buffona w 1789 roku[12]. Gatunek typowy (oznaczenie monotypowe): Simia leucocephala Audebert, 1797 (= Simia pithecia Linnaeus, 1766).

### Podział systematyczny
Do rodzaju należą następujące gatunki:
| Grafika | Gatunek                | Autor i rok opisu                 | Nazwa zwyczajowa | Podgatunki         | Rozmieszczenie geograficzne | Podstawowe wymiary                                    | Status IUCN |
| ------- | ---------------------- | --------------------------------- | ---------------- | ------------------ | --- | ----------------------------------------------------- | ----------- |
|         | Pithecia monachus      | (É. Geoffroy Saint-Hilaire, 1812) | saki szara       | gatunek monotypowy | północno-wschodnie Peru i zachodnia Brazylia (międzyrzecze rzeki Solimões, rzeki Ukajali, dolnego biegu rzeki Javari i dolnego biegu rzeki Juruá, na południe do Sarayacu/Serra do Divisor)                           | DC: 37–48 cm DO: 30–50 cm MC: 1,3–3,1 kg              | LC          |
|         | Pithecia hirsuta       | Spix, 1823                        |                  | gatunek monotypowy | południowo-wschodnia Kolumbia, północne i wschodnio-środkowe Peru oraz północno-zachodnia i zachodnia Brazylia (na południe od rzeki Japurá, na północ od rzeki Napo i rzeki Solimões, na zachód od rzeki Negro)      | DC: 37–50 cm DO: 20–54 cm MC: brak danych             | LC          |
|         | Pithecia milleri       | J.A. Allen, 1914                  | saki kolumbijska | gatunek monotypowy | południowa Kolumbia (przedgórze Andów, na północny wschód do La Macarena w Mecie, na wschód co najmniej do Puerto Leguízamo) i północno-wschodni Ekwador (na północ od rzeki Napo); zakres wysokości: do 700 m n.p.m. | DC: 33–48 cm DO: 41–49 cm MC: 2,2–2,8 kg              | VU          |
|         | Pithecia napensis      | Lönnberg, 1938                    |                  | gatunek monotypowy | wschodni Ekwador (na południe od rzeki Napo od Coca na zachodzie do Parku Narodowego Yasuni na wschodzie), północne Peru (na zachód do północnego brzegu ujścia rzeki Curaray przy rzece Napo)                        | DC: do około 87 cm DO: do około 48 cm MC: brak danych | LC          |
|         | Pithecia cazuzai       | Marsch, 2014                      |                  | gatunek monotypowy | endemit Brazylii (znany tylko z dolnego biegu rzeki Japurá i rzeki Solimões) | brak danych                                           | DD          |
|         | Pithecia aequatorialis | Hershkovitz, 1987                 | saki równikowa   | gatunek monotypowy | endemit Peru (na południe od rzeki Napo i na południe od rzeki Curaray do rzeki Tigre na zachodzie; północna granica zasięgu `niepewna)                                                                               | DC: 39–44 cm DO: 45–47 cm MC: około 3 kg              | LC          |
|         | Pithecia isabela       | Marsch, 2014                      |                  | gatunek monotypowy | endemit Peru (rzeka w Pacaya-Samiria, pomiędzy rzeką Marañóri na zachodzie i rzeką Ukajali na wschodzie) | brak danych                                           | DD          |
|         | Pithecia irrorata      | J.E. Gray, 1842                   | saki nagolica    | gatunek monotypowy | Brazylia, południowo-wschodnie Peru oraz północna i północno-zachodnia Boliwia (wzdłuż rzeki Purús, na południe i zachód od dolnego biegu rzeki Urubamba i rzeki Madre de Dios; wschodnie granice zasięgu niepewne)   | DC: 36–53 cm DO: 33–51 cm MC: 2–2,9 kg                | DD          |
|         | Pithecia vanzolinii    | Hershkovitz, 1987                 | saki samotna     | gatunek monotypowy | endemit Brazylii (pomiędzy południowym brzegiem górnej rzeki Juruá i południowym brzegiem rzeki Tarauacá) | DC: 35–42 cm DO: 40–52 cm MC: brak danych             | DD          |
|         | Pithecia albicans      | J.E. Gray, 1860                   | saki białostopa  | gatunek monotypowy | endemit Brazylii (na południe od rzeki Solimões, pomiędzy dolnym biegiem rzeki Juruá i dolnym biegiem rzeki Purús) | DC: 38–57 cm DO: 40–57 cm MC: około 3,5 kg            | LC          |
|         | Pithecia pithecia      | (Linnaeus, 1766)                  | saki białolica   | gatunek monotypowy | wschodnia Wenezuela (na południe od rzeki Orinoko, na wschód od dolnej rzeki Caroní), region Gujana i północna Brazylia (na wschód od rzeki Negro i rzeki Branco, na południe od rzeki Amazonka)                      | DC: 32–41 cm DO: 37–45 cm MC: 1,4–1,7 kg              | LC          |
|         | Pithecia chrysocephala | I. Geoffroy Saint-Hilaire, 1850   | saki złotolica   | gatunek monotypowy | endemit Brazylii (na północ od rzeki Amazonka, po obu stronach dolnego biegu rzeki Negro, na wschód do Faro i rzeki Nhamundá)                                                                                         | DC: 28–46 cm DO: 33–45 cm MC: około 1,9 kg            | LC          |

Kategorie IUCN:  LC  – gatunek najmniejszej troski,  VU  – gatunek narażony,  DD  – gatunki o nieokreślonym stopniu zagrożenia. 
Taksony o nieznanym lub wątpliwym zastosowaniu (nomen dubium):
- Pithecia capillamentosa Spix, 1823
- Pithecia guapo Schinz, 1844